# کوه پوکا پوکا
پوکا پوکا (به اسپانیایی: Puka Puka) یک کوه در پرو است که در Peru, Cusco Region, Chumbivilcas Province واقع شده‌است. پوکا پوکا ۵٬۱۰۰ متر بالاتر از سطح دریا واقع شده‌است.